# Q&A リサイタル!
「Q&A リサイタル!」（キューアンドエー リサイタル）は、戸松遥の楽曲。田淵智也が作詞・作曲を手掛けた。戸松の10枚目のシングルとして2012年10月17日にミュージックレインから発売された。

## 音楽性
本曲は、テレビアニメ『となりの怪物くん』のオープニングテーマに起用されている。作詞・作曲はUNISON SQUARE GARDENの田淵智也が担当しているが、これは以前田淵が書いたキャラクターソングを戸松が歌ったことが縁で参加している。
戸松曰く「自身の楽曲の中で一番テンションが上がる曲」。レコーディングに際してはカラオケ感覚を意識した上で素に近い状態で歌っている。歌詞には嫌なことがあってもめげずに前を向こうという気持ちが込められている。
PVでは様々な衣装に着替えながら1人カラオケをしている。

## シングルリリース
2012年10月17日にミュージックレインから発売された。戸松のシングルとしては前作「ユメセカイ」から約3か月ぶり、2012年2作目のリリースとなる。
初回限定盤と通常盤の2種リリースで、初回限定盤には本曲のPVおよびスポット映像を収めたDVDが同梱されている。
カップリング曲「ドーナツ」は、心の穴をドーナツに喩えた楽曲。

## チャート成績・受賞
10月16日付オリコンデイリーチャートで10位、17日付で9位、20日付で最高位の8位を獲得し、2日連続、通算では3日間TOP10入りを果たした。その後10月29日付オリコン週間シングルチャートで11位を獲得。初動売上は約0.9万枚を記録し、前作から約0.4万枚減少した。また、2012年10月度のオリコン月間シングルチャートでは35位を獲得した。
10月29日付のBillboard JAPAN HOT 100で56位、Billboard JAPAN Hot Singles Salesで16位、Billboard Hot Animationで2位を獲得した。また、2012年10月15日から10月21日調査分のサウンドスキャンの週間シングルCDソフトTOP20では16位、2012年10月27日放送分のCOUNT DOWN TV内のThis Week's TOP 100では15位を獲得した。
2019年3月1日には、ソニー・ミュージックエンタテインメントのアニメソング人気投票キャンペーン「平成アニソン大賞」において声優ソング賞（2010年 - 2019年）に選出された。

## シングル収録内容
CDシングル
1. Q&A リサイタル! [4:49]
  - 作詞・作曲：田淵智也、編曲：古川貴浩
  - テレビアニメ『となりの怪物くん』オープニングテーマ
2. ドーナツ [4:50]
  - 作詞：古屋真、作曲：中村僚・中村友、編曲：木村篤史
3. Q&A リサイタル!（Instrumental）

DVD（初回限定盤のみ）
1. Q&A リサイタル!（Music Clip）
2. Q&A リサイタル!（TV Spot 15sec+30sec）

## チャート
| チャート（2012年）                | 最高位 |
| --------------------------------- | ------ |
| オリコン週間                      | 11     |
| オリコン月間（10月度）            | 35     |
| Billboard JAPAN HOT 100           | 56     |
| Billboard JAPAN Hot Singles Sales | 11     |
| Billboard JAPAN Hot Animation     | 2      |
| サウンドスキャンジャパン          | 16     |
| CDTV                              | 15     |

## 収録作品

### アルバム
| 発売日        | アルバムタイトル | 備考                  |
| ------------- | ---------------- | --------------------- |
| 2013年1月16日 | Sunny Side Story | 2ndオリジナルアルバム |

### 映像作品
| 曲名            | 発売日         | 映像作品タイトル                                                           | 備考                          |
| --------------- | -------------- | -------------------------------------------------------------------------- | ----------------------------- |
| Q&A リサイタル! | 2013年3月27日  | 〜Sphere’s orbit live tour 2012 FINAL SPECIAL STAGE〜 LIVE BD              | スフィア4作目のライブ映像作品 |
| Q&A リサイタル! | 2013年10月30日 | 戸松遥 second live tour 「Sunny Side Stage!」                              | 戸松遥2作目のライブ映像作品   |
| Q&A リサイタル! | 2014年4月30日  | スフィアライブ2013「SPLASH MESSAGE!-ムーンライトステージ-」                | スフィア5作目のライブ映像作品 |
| Q&A リサイタル! | 2014年11月5日  | スタートダッシュミーティング Ready Steady 5周年! in 日本武道館〜ふつかめ〜 | スフィア6作目のライブ映像作品 |
| Q&A リサイタル! | 2016年2月17日  | 戸松遥 3rd Live Tour 2015 “Welcome!Harukarisk*Land!!!”                     | 戸松遥3作目のライブ映像作品   |
| ドーナツ        | 2013年10月30日 | 戸松遥 second live tour 「Sunny Side Stage!」                              | 戸松遥2作目のライブ映像作品   |

## カバー
- 田所あずさ - 2014年5月1日にTSUTAYA O-EASTで開催された2ndライブにて歌唱[3]。
- 春奈るな - 2014年11月22日に横浜アリーナで開催された「ANIMAX MUSIX2014 in YOKOHAMA」にて歌唱[4]。
- みみめめMIMI - 2015年3月3日に原宿アストロホールで開催されたライブイベント第2回「視聴覚アカデミー」にて歌唱[5]。
- GILLE - 2015年3月4日に発売されたカバーアルバム「I AM GILLE. 4 ～Anime Song Anthems～」に収録[6]。
- 白浜海未 - 2016年6月21日に発売されたカバーアルバム「DivAEffectProject」に収録[7]。
- Pastel*Palettes［丸山彩（前島亜美）］ - 2019年1月3日にスマートフォン向けアプリケーションゲーム「バンドリ! ガールズバンドパーティ!」に収録[8]。2020年5月27日発売の『バンドリ！ ガールズバンドパーティ！ カバーコレクション Vol.4』に音源収録。